# South West Pacific Area
Commandement de la zone Pacifique Sud-Ouest
La South West Pacific Area (SWPA) est le commandement militaire suprême des Alliés pour la zone du Pacifique Sud-Ouest et l'un des quatre commandements majeurs de la guerre du Pacifique. Il désigne la zone de combats située au nord de l'Australie où s'affrontent les armées japonaises, australiennes et américaines pendant la Seconde Guerre mondiale. Il inclut les Philippines, Bornéo, les Indes orientales néerlandaises (à l'exception de Sumatra), le Timor oriental, l'Australie, les territoires de Papouasie et de Nouvelle-Guinée, les îles Salomon. Les principales forces militaires à sa disposition sont les forces armées des États-Unis et de l'Australie, bien que les forces armées néerlandaises, philippines, britanniques et d'autres forces armées alliés ont également fourni des troupes.
Le général Douglas MacArthur est nommé commandant suprême de la South West Pacific Area, lors de sa création le 18 avril 1942. Il crée ensuite cinq commandements subordonnés : celui des forces terrestres alliées, des forces aériennes alliées, des forces navales alliées, des United States Army Forces in Australia (USAFIA) et des United States Army Forces in Philippines (USAFIP). Ce dernier commandement disparait lorsque Corregidor doit se rendre le 6 mai 1942, alors que l'USAFIA devient l'United States Army Services of Supply (en), Southwest Pacific Area (USASOS SWPA). En 1943, les United States Army Forces in the Far East sont réformées afin d'assumer la responsabilité de l'administration, laissant USASOS comme un organisme purement logistique. Les trois autres commandements, les forces terrestres alliées, les forces aériennes alliées et les forces navales alliées, perdurent jusqu'à la dissolution du SWPA le 2 septembre 1945.

## Contexte

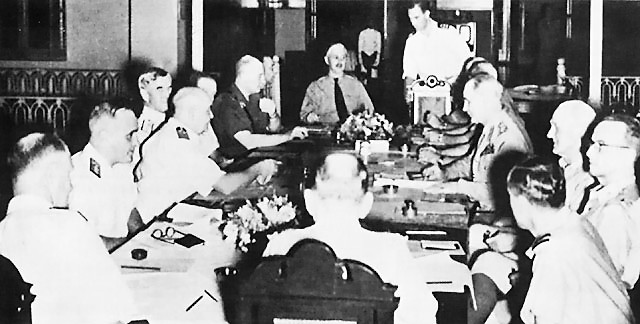
La première conférence de l'ABDA. Autour de la table, de gauche à droite : les amiraux Edwin T. Layton, Helfrich et Hart, le général ter Poorten, le colonel Kengen et les généraux Generals Wavell, Brett et Brereton (janvier 1942).

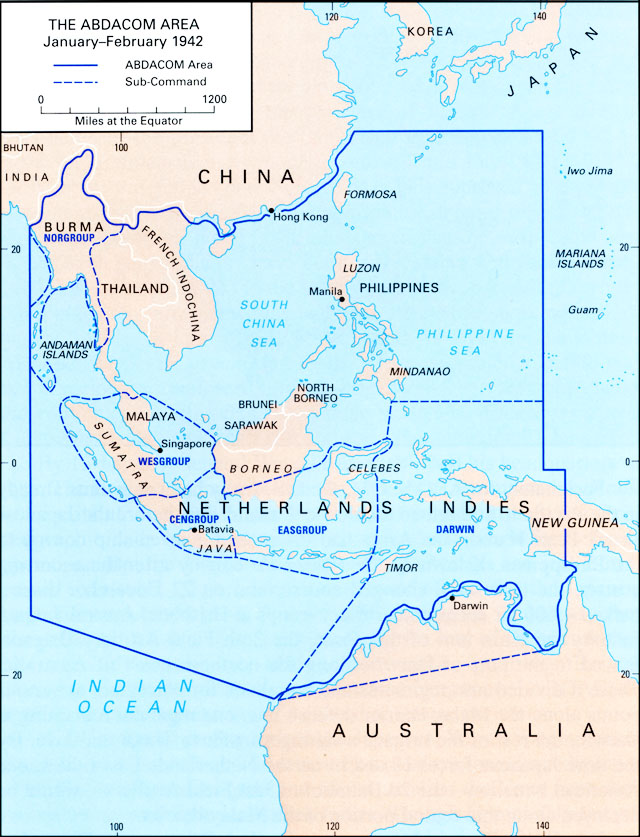
Carte de la zone de responsabilité du commandement ABDA.

Le précurseur de la South West Pacific Area est l'éphémère commandement américano-britannique-néerlandais-australien (ABDA). En décembre 1941 et janvier 1942, l'ABDA est désigné comme responsable de la zone Pacifique Sud-Ouest. L'avance rapide des Japonais à travers les Indes orientales néerlandaises divise la zone ABDA en deux, et à la fin de février 1942, l'ABDA est dissout sur la recommandation de son commandant, le field marshal Sir Archibald Wavell, qui, comme commandant en chef des Indes conserve la responsabilité des opérations alliées en Birmanie et à Sumatra.
Un autre commandement est établi dans des conditions d'urgence lorsqu'un convoi destiné à l'approvisionnement des Philippines et connu sous le nom convoi Pensacola (en), doit être réacheminé vers Brisbane en raison de l'attaque de Pearl Harbor. Le brigadier-général Julian F. Barnes reçoit l'ordre d'assumer le commandement de toutes les troupes du convoi le 12 décembre 1941 alors que ce dernier est désigné en tant que Task Force—South Pacific, et se place sous le commandement de MacArthur,. Le lendemain, par radiogramme, le chef d'état-major de l'United States Army, le général George C. Marshall, ordonne à Barnes d'assumer le commandement en tant que commandant des troupes américaines en Australie et de prendre en charge toutes les troupes et l'approvisionnement. Le 22 décembre 1941, avec l'arrivée du convoi à Brisbane, le commandement est désigné comme United States Forces in Australia (USFIA). Il est rebaptisé United States Army Forces in Australia (USAFIA) le 5 janvier 1942. Sa mission est de créer une base en Australie pour soutenir les forces encore présentes aux Philippines,,.
L'état-major, connu sous le nom du groupe Remember Pearl Harbor (RPH), choisi par le Département de la Guerre des États-Unis pour l'USAFIA arrive à Melbourne le 1er février 1942 à bord du SS President Coolidge et du SS Mariposa dans le premier grand convoi transportant du personnel, des fournitures et des munitions destinés à Java, aux Philippines ainsi qu'à l'Australie. Pendant une brève période, en raison de l'isolement accru des Philippines et avant la chute de Java, l'UASFIA est retiré du commandement de MacArthur et placé sous la direction de l'ABDA qui supporte encore le commandement pour ces deux régions,.
Le remplacement de l'ADBA fait l'objet de discussions entre les chefs d'état-major australiens et néo-zélandais qui se déroulent à Melbourne entre le 26 février et 1er mars 1942. Ils proposent la création d'un nouveau théâtre de guerre englobant l'Australie et la Nouvelle-Zélande, sous le commandement de l'ancien commandant en second de Wavell, le lieutenant-général George Brett, qui avait pris le commandement de l'USAFIA le 25 février.
Le Président des États-Unis, Franklin Delano Roosevelt et le Premier ministre du Royaume-Uni, Winston Churchill, discutent de la question des arrangements du commandement dans le Pacifique à Washington, le 9 mars. Roosevelt propose que le monde soit divisé en zones de responsabilité britanniques et américaines, et que les États-Unis ont la responsabilité pour la zone Pacifique, où il y aurait un commandant suprême américain responsable devant le Comité des chefs d’état-major interarmées (Joint Chiefs of Staff ou JCS). Churchill répond favorablement cette proposition, et les gouvernements de l'Australie et de la Nouvelle-Zélande sont ensuite consultés sur la question. Ces derniers approuvent l'idée d'un commandant suprême américain, mais ils veulent avoir voix au chapitre en matière de stratégie.
Ces discussions aboutissent à la création du Conseil de Guerre du Pacifique (Pacific War Council (en)), qui se réunit pour la première fois à Londres le 10 février 1942. Churchill, Clement Attlee (alors Vice-Premier ministre du Royaume-Uni) et Anthony Eden (Secrétaire d'État des Affaires étrangères et du Commonwealth) représentent le Royaume-Uni, et Earle Page représente l'Australie. Des représentants des Pays-Bas, de la Nouvelle-Zélande, de l'Inde et de la Chine sont également présents. Earle Page est remplacé en tant que représentant de l'Australie par Stanley Bruce en juin 1942. Un Conseil de Guerre du Pacifique parallèle est créé à Washington et se déroule pour la première fois le 1er avril 1942. Il est présidé par Roosevelt, avec Richard Casey et plus tard Owen Dixon comme représentant de l'Australie, et le Premier ministre du Canada William Lyon Mackenzie King comme représentant le Canada. Si le Conseil de Guerre du Pacifique ne devient pas un organe efficace de commandement et n'a aucune influence sur la stratégie, il permet aux dominions d'exposer leurs préoccupations devant les chefs d'état,.

## Création
Le choix du commandant suprême dans le Pacifique se porte sans discussion sur le général Douglas MacArthur. Il avait en effet déjà reçu l'ordre de quitter les Philippines pour l'Australie (en) afin de prendre le commandement d'une zone ABDA reconstituée le 22 février 1942, un commandement promis avant même les discussions sur ce que ce dernier devrait être. MacArthur dispose du soutien solide du Président, de l'US Army et du peuple américain, mais pas de l'US Navy. Le commandant en chef de la Flotte des États-Unis, l'amiral Ernest King, considère les lignes de communication du Pacifique principalement comme une responsabilité navale. Il n'est donc pas favorable à donner le commandement de la zone à un officier de l'armée de terre. Il propose également une division qui inclut les Solomons dans la zone australienne, mais il veut exclure les Nouvelles-Hébrides, la Nouvelle-Calédonie et la Nouvelle-Zélande de cette dernière. Alors que les planificateurs de l'US Army, dirigée par le brigadier-général Dwight D. Eisenhower, sont prêts à faire des compromis sur un partage du commandement, ils s'opposent à placer l'Australie et la Nouvelle-Zélande sur des théâtres opérationnels différents. Les chefs d'état-major discutent de l'affaire entre le 9 et 16 mars 1942 et décident finalement d'adopter le plan de la marine, avec quelques modifications mineures.
Pendant ce temps, le général Marshall contacte le général Brett afin de lui demander d'amener le gouvernement australien à nommer MacArthur, dont l'arrivée en Australie est imminente, comme son choix pour le commandant suprême. Cela est acté le 17 mars quand MacArthur arrive à Batchelor (en) en Territoire du Nord. Le 24 mars 1942, l'état-major interallié publie une directive désignant formellement le théâtre du Pacifique comme une zone de responsabilité stratégique américaine. Le 30 mars, le JCS divise le théâtre du Pacifique en trois zones : la Pacific Ocean Areas (POA) sous la responsabilité de l'amiral Chester Nimitz ; la South West Pacific Area (SWPA), sous la responsabilité de MacArthur ; et la Southeast Pacific Area, qui, finalement, ne devient jamais un théâtre actif. L'ancienne ANZAC Area (en) qui coexistait avec le commandement ABDA est divisée entre la SWPA et la POA.

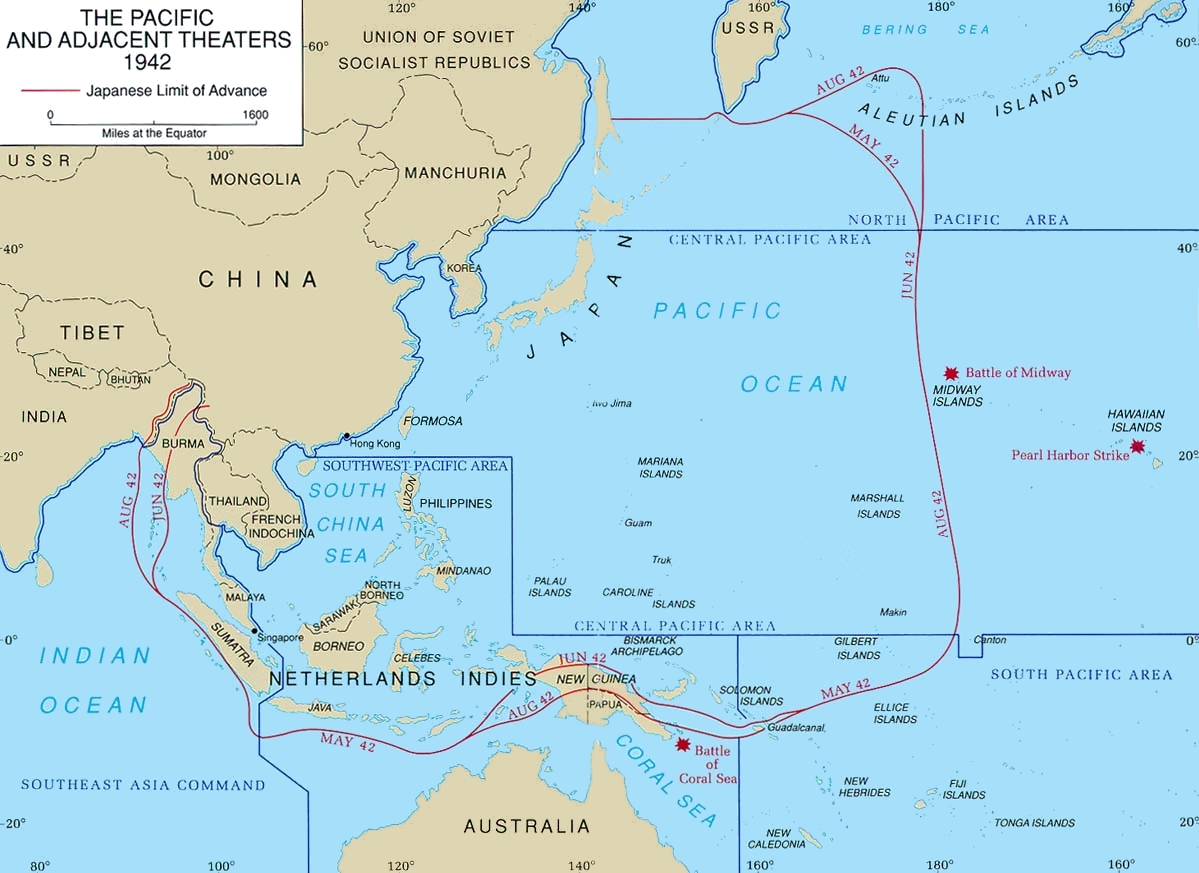
Carte du théâtre Pacifique Sud-Ouest.

Une annexe définit les limites de la SWPA qui vont du cap Kami sur la Péninsule de Leizhou, ouis longent la côte du golfe du Tonkin, de l'Indochine, de la Thaïlande et de la Malaisie jusqu'à Singapour. Depuis Singapour, elles longent l'est de Sumatra (en laissant le détroit de la Sonde à l'est de la ligne) à un point de la côte de Sumatra à la longitude 104° Est, puis vers le sud jusqu'à la latitude 08° Sud, et de là vers le sud jusqu'à Onslow en Australie et en arrivant à longitude 110° Est, plein sud le long de ce méridien. Les limites Nord et Est de la zone relient le cap Kami jusqu'à la latitude 20° Nord ; de là, vers l'est jusqu'à 130° de longitude est ; puis, vers le sud jusqu'à l'équateur ; de là, vers l'est jusqu'à 165° de longitude Est ; vers le sud jusqu'à la latitude 10° Sud ; vers le sud-ouest jusqu'à la latitude 17° Sud, longitude 160° Est ; et de là vers le sud.

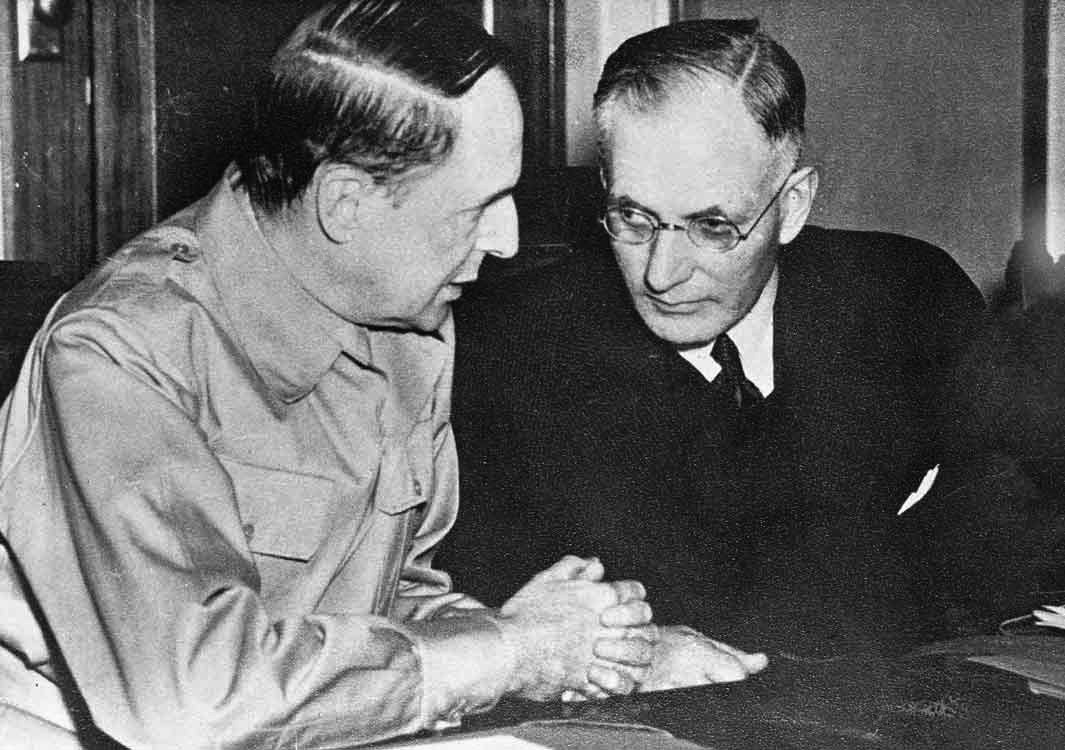
Le général Douglas MacArthur et le premier ministre australien John Curtin en 1942.

Le 17 avril 1942, le premier ministre de l'Australie, John Curtin, ordonne à l'ensemble de l'Australian Defence Force de traiter les ordres de MacArthur comme émanant du gouvernement du Commonwealth,. Seuls les ateliers et les fortifications de l'Australian Army, les infrastructures de logistique et de formation de la Royal Australian Air Force (RAAF) ne sont pas placé sous le commandement de la SWPA. Après avoir placé ses troupes à la disposition de MacArthur, le gouvernement australien se montre catégorique sur la nécessité d'être consulté sur toute modification des limites ou de l'organisation du commandement dans la SWPA. Le gouvernement est particulièrement préoccupé au sujet des mouvements des troupes que le commandant suprême ne doit pas déplacer en dehors de l'Australie ou des territoires australiens sans son consentement, car il y a notamment des restrictions légales sur l'endroit où l'Australian Milice peut servir. La question de l'évolution de l'organisation du commandement s'invite tout d'abord quand Brett est remplacé comme commandant des forces aériennes alliées par le JCS. MacArthur et Curtin conviennent qu'il n'y aurait aucun changement au statut du général Thomas Blamey et que le gouvernement serait consulté au sujet de tout autre changement proposé dans l'organisation. Lorsque le vice-amiral Herbert F. Leary (en) est remplacé quelques mois plus tard, Curtin est consulté, et donne son accord à ce changement.

## Organisation et activités

### Quartier général
MacArthur devient le commandant suprême de la South West Pacific Area (SWPA) le 18 avril 1942, bien qu'il préfère utiliser le titre plus conventionnel du commandant en chef. Le premier ordre de MacArthur est de créer cinq commandements subordonnés : celui des forces terrestres alliées, des forces aériennes alliées, des forces navales alliées, des United States Army Forces in Australia (USAFIA) et des United States Army Forces in Philippines (USAFIP) ; ce dernier sera rapidement dissous à la suite de la perte des Philippines. En effet, les forces des États-Unis aux Philippines sous le commandement du lieutenant-général Jonathan Mayhew Wainwright IV sont désintégrée au cours des trois semaines suivantes, contraignant Wainwright à la reddition le 6 mai à Corregidor.
MacArthur annonce la composition de son état-major, connu sous le nom de General Headquarters (GHQ) le 19 avril. Le major-général Richard K. Sutherland devient chef d'état-major ; le brigadier-général Richard J. Marshall (en), chef d'état-major en second ; le colonel Charles P. Stivers, chef d'état-major adjoint G-1 ; le colonel Charles A. Willoughby (en), chef d'état-major adjoint G-2 ; le brigadier-général Stephen J. Chamberlin (en), chef d'état-major adjoint G-3 ; le colonel Lester J. Whitlock, chef d'état-major adjoint G-4 ; le brigadier-général Spencer B. Akin, officier des transmissions ; le brigadier-général Hugh J. Casey (en), officier mécanicien ; brigadier-générall William F. Marquat, officier antiaérien ; le colonel Burdette M. Fitch, adjudant général et le colonel LeGrande A. Diller, responsable des relations publiques.

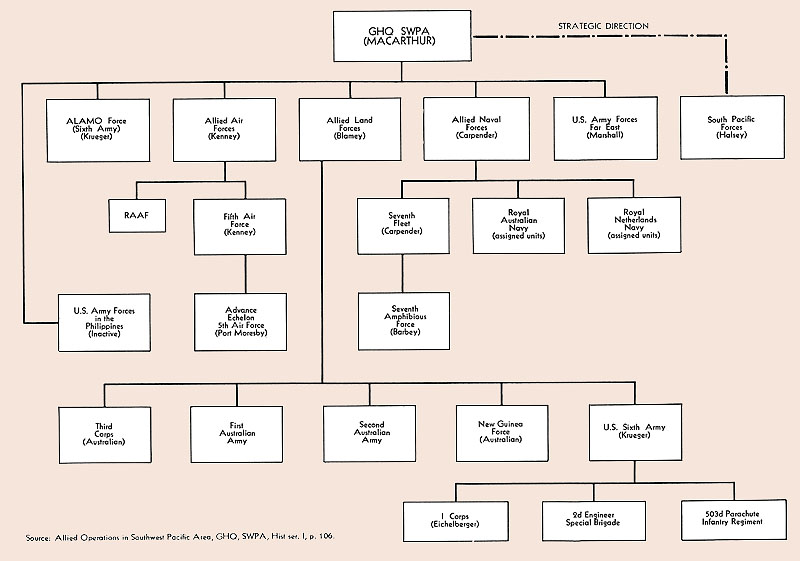
organisation du commandement Southwest Pacific Area, juillet 1943.

Bien que le général Marshall ait recommandé à MacArthur de nommer autant d'officiers australiens et hollandais que possible, la plupart de son personnel est composé d'officiers de l'armée américaine qui avaient servi sous son autorité aux Philippines. Les autres, dont Whitlock, Fitch et Chamberlain, faisaient partie de l'état-major de l'USAFIA. MacArthur rapporte à Marshall qu'il n'y a pas d'officiers néerlandais qualifiés en Australie, et que l'armée australienne souffre déjà d'une grave pénurie d'officiers d'état-major, qu'il ne veut pas exacerber. Néanmoins, plusieurs officiers de l'armée néerlandaise et australienne, ainsi que quelques officiers de la marine américaine, servent à des postes subalternes au sein de l'état-major,.
En juillet, MacArthur déplace son GHQ, de Melbourne à Brisbane, et l'installe dans un bâtiment de la compagnie AMP (en). MacArthur veut initialement installer son quartier général à Townsville, mais il doit renoncer en raison de la faiblesse des moyens de communication disponibles dans la ville. Les QG des forces aériennes alliées et des forces navales alliées sont également installés avec le GHQ dans le bâtiment de l'AMP. Le QG avancé des forces terrestres alliées s'installe à St Lucia, Queensland (en), à environ 12 kilomètres du quartier général de MacArthur. Avec l'avancée de la guerre, le GHQ déménage à Hollandia en Nouvelle-Guinée occidentale en septembre 1944, à Leyte aux Philippines en février 1945, et à Manille en mai 1945.
En avril 1945, en prévision de l'invasion du Japon, il y a une importante réorganisation des commandements dans le Pacifique. Toutes les forces terrestres du Pacifique sont placées sous le commandement de MacArthur, y compris celles situées dans la Pacific Ocean Areas sous la responsabilité de l'amiral Nimitz. Un nouveau commandement est formé, l’Army Forces Pacific (AFPAC), qui est placé sous le contrôle du GHQ comme la SWPA. Les unités de la POA demeurent tout de même sous le contrôle opérationnel de Nimitz, et sa formation la plus importante, la 10e armée des États-Unis, ne passent pas sous le contrôle de l'AFPAC avant le 31 juillet 1945. La SWPA, en incluant les forces aériennes alliées, les forces navales allées et les forces terrestres alliées sont dissoutes le 2 septembre 1945, mais le GHQ demeure comme GQG AFPAC.

### Forces terrestres alliées

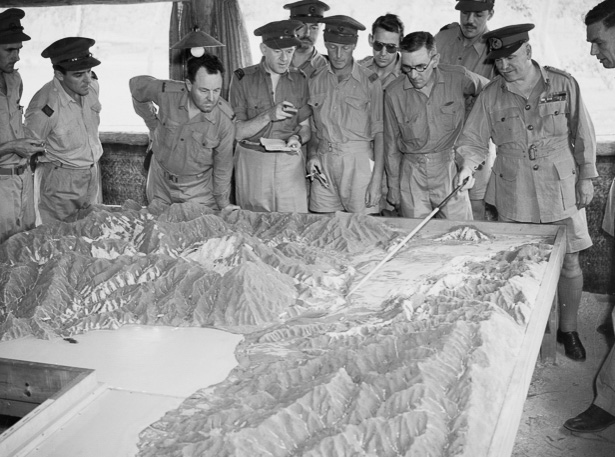
Le général Thomas Blamey, commandant des forces terrestres alliées de la SWPA, lors d'un briefing au QG de la New Guinea Force à Port Moresby en Papouasie-Nouvelle-Guinée, le 13 septembre 1943.

La commandant en chef de l'Australian Army, le général Sir Thomas Blamey, est nommé commandant des forces terrestres alliées de la SWPA. Son quartier général prend les initiales de LHQ (Land Headquarter). Un commandant australien est choisi car au début du conflit, la plupart des forces terrestres sont australiennes. En avril 1942, dans les forces terrestres, il y a 369 000 soldats australiens contre seulement 38 000 américains sous le contrôle de la SWPA. Le LHQ contrôle cinq grands commandements : la First Australian Army sous le commandement du lieutenant-général Sir John Lavarack, basée dans le Queensland ; la Second Army (Australia) du lieutenant-général Sir Iven Mackay dans le Victoria ; le III Corps (Australia) (en) du lieutenant-général Henry Gordon Bennett en Australie-Occidentale ; la Northern Territory Force du major-général Edmund Herring dans le Territoire du Nord ; et la New Guinea Force du major-général Basil Morris (en). Dans l'ensemble, le LHQ contrôle dix divisions australiennes et deux divisions américaines. En août 1944, l'armée australienne dispose d'une force de 463 000 hommes et femmes, et il y a 173 000 personnel au sol de l'armée américaine sous le commandement de la SWPA. À la fin de 1944, le rapport des forces a évolué, les effectifs sont de dix-huit divisions américaines contre sept divisions de l'armée australienne dans la SWPA.
Lorsque le GHQ déménage à Brisbane, le LHQ demeure à Melbourne, mais Blamey constitue une LHQ avancé sous le commandement de son chef d'état-major adjoint, le général George Alan Vasey, qui déménage à Sainte-Lucie, à proximité du GHQ,. Le major-général Frank Berryman (en) remplace Vasey comme chef d'état-major adjoint en septembre 1942, et reste à ce poste jusqu'en janvier 1944 ; il reprend également ce poste de juillet 1944 à décembre 1945. Lorsque le corps principal du GHQ se déplace à Hollandia, le LHQ avancé le suit, le transfert étant terminé le 15 décembre, mais quand le GHQ déménage à Leyte en février 1945, le LHQ avancé demeure à l'arrière. Une unité avancée est constituée sous l'autorité de Berryman pour demeurer avec le corps principal du GHQ, tandis que le corps principal de LHQ demeure à Hollandia jusqu'à ce qu'il déménage à Morotai pour la campagne de Bornéo en avril 1945.
Dans la pratique, MacArthur contrôle les opérations terrestres à travers des « task forces ». Ces dernières rapportent directement au GHQ, et leurs commandants peuvent prendre le contrôle de toutes les forces terrestres, aériennes et navales alliées dans leur zone, si une attaque terrestre japonaise est imminente. La plus importante est la New Guinea Force, qui est formé en 1942. Elle est commandée personnellement par Blamey en septembre 1942, et à nouveau en septembre 1943. En février 1943, la 6e armée du lieutenant-général Walter Krueger arrive dans la SWPA, et son quartier général, l’Alamo Force, répond directement à MacArthur. En conséquence, après cette date, Blamey ne commande plus la majorité des forces terrestres américaines sur ce théâtre, bien que son poste ne soit pas supprimé.
En mars 1944, MacArthur rencontre Curtin et détaille ses plans pour la campagne de la Nouvelle-Guinée occidentale, expliquant qu'il compte assumer le commandement direct des forces terrestres quand il aura atteint les Philippines. Il suggère que Blamey le rejoigne comme en tant que commandant d'armée, ou qu'il reste en Australie en tant que commandant en chef. La nouvelle organisation entre en vigueur en septembre 1944. La 6e armée des États-Unis du lieutenant-général Walter Krueger, la 8e armée des États-Unis du lieutenant-général Robert L. Eichelberger, la 1re armée australienne du lieutenant-général Vernon Sturdee, le 1er corps australien du lieutenant-général Leslie Morsheadet le 14e corps des États-Unis du général Oscar Griswold relèvent directement du GHQ. Le commandement des Forces terrestres alliées demeure un important commandement, mais essentiellement administratif et logistique, jusqu'à ce qu'il soit supprimé avec la SWPA le 2 septembre 1945.

### Forces aériennes alliées

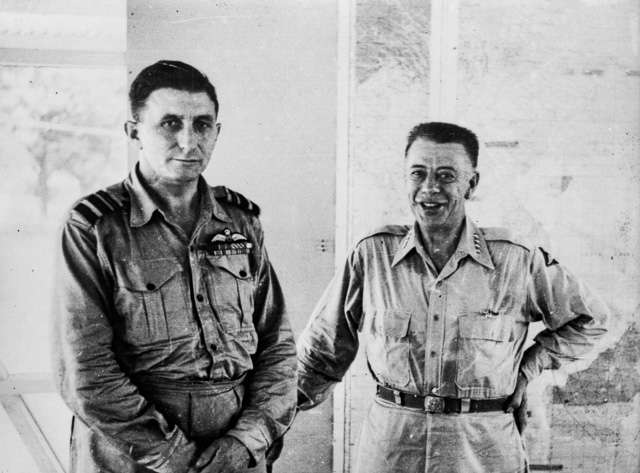
Le chef de la Royal Australian Air Force, l’Air Vice Marshal George Jones (RAAF officer) (à gauche) rencontre le commandant des forces aériennes alliées de la SWPA, le lieutenant-général George Kenney (à droite) à Manille au milieu de l'année 1945.

Le commandement des forces aériennes alliées est assuré le lieutenant-général George Brett. Contrairement à MacArthur, Brett crée un quartier général complètement intégré, avec comme chef d'état-major, l’Air vice-marshal William Bostock, officier de la Royal Australian Air Force (RAAF). Chaque officier de l'état-major issu des United States Army Air Forces (USAAF) est jumelé avec un officier de la RAAF, les postes supérieurs à l'état-major sont donc équitablement répartis entre américains et australiens. Cependant, la majorité des postes de commandement sur le terrain sont tenus par des Australiens. Pour pallier la pénurie d'aviateur de l'USAAF, des équipages de la RAAF sont affectés à des unités de l'USAAF, servant dans toutes les fonctions, sauf commandant de bord.
Un des premiers ordres de MacArthur à Brett est une mission de bombardement aux Philippines, un ordre communiqué personnellement par Sutherland. Lorsque Brett proteste à ce sujet, Sutherland l'informe que MacArthur exige que la mission soit effectuée. La mission est finalement organisée par le général de brigade Ralph Royce (en), mais MacArthur écrit personnellement une réprimande à l’encontre de Brett. Désormais, les communications avec Sutherland sont traitées par Bostock. D'autres désaccords entre MacArthur et Brett s’ensuivent. Pendant ce temps, à Washington, le général George Marshall et le chef d'état-major des forces aériennes de l'US Army, le général Henry Harley Arnold, s'alarme de l'intégration menée par Brett de l'USAAF et e le RAF, et de son incapacité à travailler avec MacArthur. Le 6 juillet 1942 Marshall propose par radio à MacArthur de remplacer Brett par le major-général George Kenney ou par le général de brigade James H. Doolittle ; MacArthur choisi Kenney.
En mai 1942, le gouvernement australien nomme l’Air Vice Marshal George Jones (RAAF officer) en tant que Chief of Air Force (Australia). Il devient alors responsable des questions relatives à l'administration ou à la formation, mais pas des opérations. Il est bientôt devenu clair que George Jones et William Bostock ne peuvent pas s'entendre, mais Kenney préfère avoir Bostock au commandement opérationnel, et bien qu'il considère l'aversion entre Jones et Bostock comme une nuisance, il préfère s'en arranger.
Peu après son arrivée en poste, Kenney envoie à la maison le major-général Royce, les brigadiers-généraux Edwin S. Perrin, Albert Sneed et Martin F. Scanlon (en), et une quarantaine de colonels. En Australie, il trouve deux officiers récemment nommés brigadiers-généraux, Ennis Whitehead (en) et Kenneth Walker. Kenney réorganise son commandement en août, nommant Whitehead en tant que commandant du V Fighter Command (en) et Walker en tant que commandant du V Bomber Command (en). Le commandement des forces aériennes alliées est composé de personnel de l'USAAF et de la RAAF, et Kenney entreprend de les diviser avec la création du RAAF Command. Le brigadier-général Donald Wilson (general) (en) est arrivé en septembre et remplace Bostock comme chef d'état-major de Kenney, tandis que Bostock reprend le nouveau commandement de la RAAF. Walker est abattu au-dessus de Rabaul en janvier 1943. Son successeur, le général de brigade Howard Knox Ramey (en), disparait au cours d'un vol de reconnaissance en mars 1943.
Kenney modifie la structure normale d'une force aérienne en créant l'Advanced Echelon (ADVON) sous le commandement de Whitehead. Ce nouveau quartier-général a l'autorité pour modifier les affectations des aéronefs sur les zones avancées, où la rapide évolution des conditions météorologiques et l'action de l'ennemie peuvent invalider les ordres établis en Australie. Il crée également les 1re, 2e et 3e Task Forces aériennes pour contrôler les opérations aériennes dans les zones avancées pour des missions spécifiques, un autre écart avec la doctrine aérienne classique. Alors que Kenney se montre enthousiaste à propos de cette innovation, Washington ne l'aime pas et, malgré les objections de Kenney, converti les trois unités en 308e (en), 309e (en) et 310e escadrilles de bombardement (en). En juin 1944, la 13e Air Force du major-général St. Clair Streett (en) est rattachée aux commandement des forces aériennes alliées. Kenney crée les Far East Air Forces (FEAF) (Forces aériennes en Extrême-Orient) à partir de son quartier général de la 5e Air Force, tandis que l'ADVON devient la 5e Air Force sous le commandement de Whitehead. La RAAF forme l'Australian First Tactical Air Force sous le commandement de l'Air commodore Harry Cobby en octobre 1944, et quand MacArthur devient le commandant de toutes les forces terrestre dans le Pacifique, la 7e Air Force est également rattachée aux forces aériennes alliées. Le major-général Paul Wurtsmith (en) remplace Streett en mars 1945, et l'Air commodore Frederick Scherger remplace Cobby en mai. Le commandement des forces aériennes alliées est supprimé le 2 septembre 1945.

### Forces navales alliées

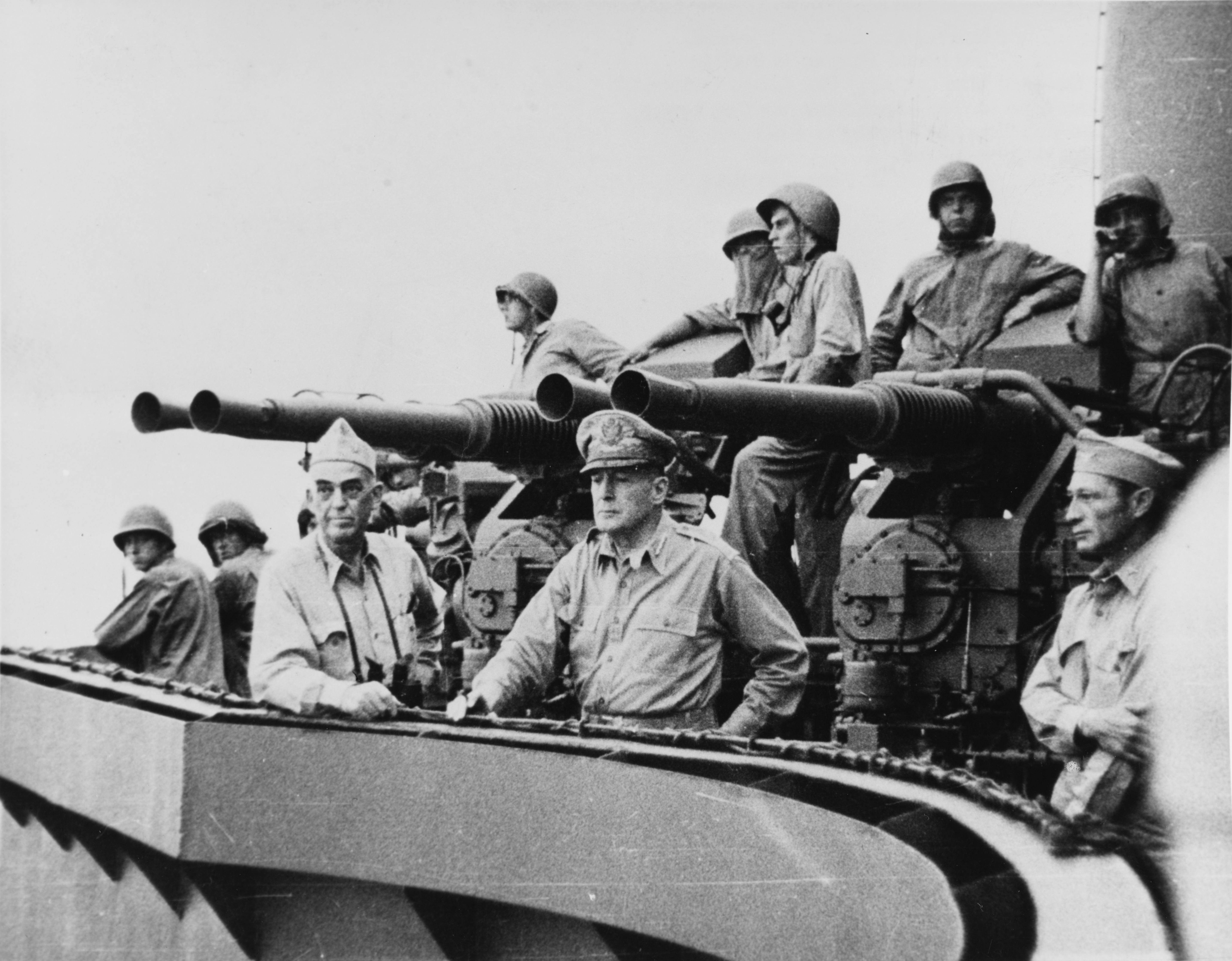
Le commandant des forces navales alliées, le vice-amiral Thomas C. Kinkaid (centre gauche) avec MacArthur (centre) le 28 février 1944 à bord de l' durant le bombardement de l'île de Los Negros au commencement de la campagne des îles de l'Amirauté.

Le vice-amiral Herbert F. Leary (en) est nommé commandant des forces navales alliées en avril 1942. Le 7 février 1942, il avait déjà été nommé commandant d'une ANZAC Area (en) étendue pour inclure les Fidji. Le quartier général est situé Melbourne. Ce commandement, en plus d'avoir des prérogatives dans le domaine naval, dispose de l'autorité sur des éléments aériens, mais il n'a aucune responsabilité terrestre. Il est directement responsable devant l'amiral Ernest King. La force la plus importante sous son commandement est l'ANZAC Squadron (en) du contre-amiral amiral John Gregory Crace,. Lorsque la SWPA et les forces navales alliées sont formées en avril 1942, Leary devient également commandant de la force du Pacifique Sud-Ouest (COMSOUWESPAC), tandis que l'Anzac Escadron devient la Task Force 44 (en). En juin, Crace est remplacé par un autre officier de la Royal Navy, le contre-amiral Victor Crutchley. L'ancienne zone Anzac est divisée de sorte que les eaux côtières australiennes se retrouvent sous la responsabilité du commandement de la SWPA, tandis que les lignes de communications maritimes et aériennes en provenance d'Hawaï et de l'Amérique du Nord tombent sous la responsabilité du commandement de la Pacific Ocean Areas avec une disposition spéciale pour le Pacifique Sud qui dispose d'un sous commandement au bénéfice de l'amiral Chester Nimitz, la South Pacific Area (SOPAC).
Avec l'accord du gouvernement australien, le vice-amiral Arthur S. Carpender remplace Leary comme commandant de la force du Pacifique Sud-Ouest (COMSOUWESPAC) et comme commandant des forces navales alliées, le 11 septembre 1942. Comme son prédécesseur, il répond à King pour le premier commandement, et à MacArthur pour le second. En outre, comme Leary, Carpender n'est pas l'officier de marine le plus haut gradé sur ce théâtre ; le chef d'état-major de la Royal Australian Navy (CNS), l'amiral Sir Guy Royle (en), et le vice-amiral de la Marine royale néerlandaise Conrad Helfrich sont tous deux supérieurs à lui. Cependant, Royle accepte par la suite de servir sous le commandement de Carpenter en tant que commandant de la South West Pacific Sea Frontier, qui est créée le 16 mars 1943.
La force du Pacifique Sud-Ouest est rebaptisée 7e flotte le 15 mars 1943, et ses Task Forces sont renumérotées pour correspondre. La Task Force 44 notamment devient la Task Force 74 (en). Un autre élément important, la Task Force 76, la force amphibie du Pacifique Sud-Ouest, est créée sous le commandement du contre-amiral Daniel E. Barbey le 8 janvier 1943. Plus tard dans l'année, elle est rebaptisée VII Amphibious Force. Un centre d'entrainement et de formation, le HMAS Assault (en) est établi à Port Stephens en Nouvelle-Galles du Sud, et un autre à Sandstone Point, Queensland (en). La VII Amphibious Force est initialement constituée des navires de débarquement australiens, le HMAS Manoora, le HMAS Westralia et HMS Kanimbla et du transport d'attaque américain l'USS Henry T. Allen, mais la force se développe peu à peu avec l'intégration de nouveaux navires de débarquement,.
MacArthur est contrarié que Royle, un officier de la Royal Navy, communique directement avec l'Amirauté ; il sait aussi que Royle a critiqué le commandement de la SWPA et certaines de ses décisions. MacArthur propose alors qu'un officier australien, le capitaine John Augustine Collins (en), remplace Royle comme CNS, une recommandation soutenue par Carpender. Malgré les objections de l'Amirauté, Curtin nomme Collins pour remplacer Crutchley en tant que commandant de la Task Force 44, en juin 1944, avec le grade de commodore et l'idée que Collins remplace Royle au terme de son mandat. Finalement, cela ne se produit pas parce que Collins est grièvement blessé dans le golfe de Leyte le 21 octobre 1944.
MacArthur ne s'entend pas non plus avec Carpender, en particulier après l'opération Cartwheel, et par deux fois, demande qu'il soit remplacé. En novembre 1943, King remplace Carpender par le vice-amiral Thomas C. Kinkaid, mais sans en informer MacArthur ou demander l'approbation du gouvernement australien ; pour sauver la face, on convient d'une réorganisation,. Lors de l'invasion de Leyte, en octobre 1944, la 7e flotte est massivement renforcée par les navires de la Flotte du Pacifique. La couverture est fournie par la 3e flotte de l'amiral William F. Halsey, qui est demeurée sous le commandement de Nimitz. Seulement, lors de la bataille du golfe de Leyte, la division du commandement a mené les Alliés à bord de la catastrophe en particulier lorsque des malentendus ont surgi entre Kinkaid et Halsey. Les forces navales alliées sont supprimées avec la SWPA, le 2 septembre 1945.

### Logistique et approvisionnement

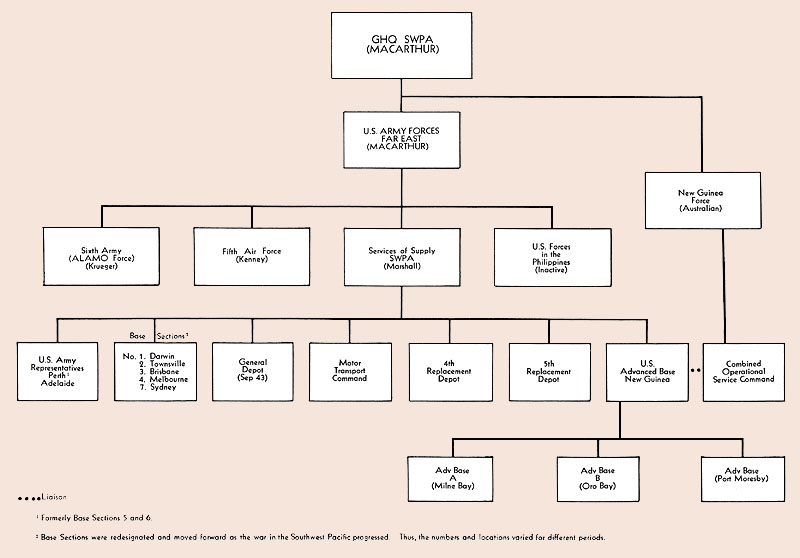
Organisation de l'administration et de l'approvisionnement, U.S. Army Forces, SWPA, juillet 1943.

Sous l'égide des United States Army Forces in Australia (USAFIA), une série de bases est progressivement construite en Australie, initialement pour soutenir les forces américaines aux Philippines. Sept bases sont établies en Australie pour fonctionner sous l'autorité des USAFIA : la Base Section 1 à Birdum (en) en Territoire du Nord ; la Base Section 2 à Townsville ; la Base Section 3 à Brisbane ; la Base Section 4 à Melbourne ; la Base Section 5 à Adélaïde ; la Base Section 6 à Perth ; la Base Section 7 à Sydney. Le 20 juillet, les USAFIA deviennent les United States Army Services of Supply (en), Southwest Pacific Area (USASOS SWPA), sous le commandement du brigadier-général Richard J. Marshall (en), alors que Julian F. Barnes retourne aux États-Unis,.
Lorsque le quartier général de la 6e armée du lieutenant-général Walter Krueger arrive en Australie en février 1943, les fonctions administratives sont retirées de l'USASOS pour être pris en charge par un nouveau quartier général, le United States Army Forces in the Far East (USAFFE) sous le commandement de MacArthur. Il a le même nom que l'ancien quartier général de MacArthur aux Philippines, mais sa fonction est différente. Ce changement ne laisse plus que des responsabilités purement logistiques à l'USASOS. Au départ, cette nouvelle organisation pose problème et nécessite des ajustements importants avant que cela ne fonctionne correctement. En septembre 1943, Marshall est remplacé par le général de brigade James L. Frink.
La base avancée de Nouvelle-Guinée est créée à Port Moresby en août 1942, et des sous bases sont créées dans la baie de Milne et la baie d'Oro. Celles-ci sont respectivement nommées sous-base avancée A et sous-base avancée B en avril 1943. La sous-base avancée C est créé sur l'île de Goodenough en avril 1943, mais elle a cessez ses activités quand l'île passe sous le contrôle de la 6e armée en juillet. Pendant ce temps, la sous-base avancée D est formé à Port Moresby en mai. Les sous bases sont devenues des bases en août 1943. La base avancée E est créé à Lae et la base avancée F à Finschhafen en novembre 1943, suivi par les bases G et H, respectivement à Hollandia et à Biak.
Dans un contexte de crise mondiale des transports maritimes, et alors que la SWPA est à l'extrémité d'une très longue chaine d'approvisionnement et situé dans une zone sans réseaux de transport bien développés, la logistique régionale est quasi exclusivement dépendante du transport maritime,. Les navires à disposition du commandant en chef de la SWPA ne forment pas une flotte unique alors que la marine des États-Unis, la marine royale, la marine royale australienne, l'armée australienne et la marine néerlandaise des Indes orientales opèrent leurs propres navires de combat, de transport de troupes ou cargos. Mais devant les besoins croissant, la création d'une importante flotte spécifique à destination des troupes de la SWPA s’impose, la Permanent Local Fleet. D’abord sous le commandement des USFIA, puis de l’USASOS et enfin de l’Army Forces, Western Pacific (AFWESPAC), elle compte parmi ses premiers navires à disposition l'USAT Meigs, l’Admiral Halstead et le Coast Farmer (en)
Ce noyau augmente avec des navires fuyant l'avance japonaise, notamment vingt et un navires néerlandais surnommés « vaisseaux KPM » d'après le nom de la compagnie maritime néerlandaise Koninklijke Paketvaart-Maatschappij (en). En date du 28 avril 1942, cette flotte atteint vingt-huit navires, le 24 janvier 1945, elle dépasse quatre-vingt navires et atteint son apogée avec quatre-vingt dix-huit au 1er août 1945. Ce chiffre ne tient pas compte des plus petits navires, allant de péniches de débarquement, aux barges et autres engins flottants à des navires de moins de 1 000 tonnes, y compris 2 712 embarcations réquisitionnés ou construits localement en grande partie par des employés civils australiens (1 719 Australiens en juin 1945), de l'US Army, ainsi que beaucoup d'embarcations livrées depuis les États-Unis. A certaines périodes, la flotte permanente de la SWPA dispose de presque autant de navires que la flotte principale, bien qu'en comparaison, ces navires sont souvent de petite taille, obsolète, en mauvais état et sous une gestion peu orthodoxe.
Alors que les forces alliées avancent, de nouvelles bases avancées sont formées alors que les anciennes sont fermées en Australie. Les Base Section 5 et 6 sont fermées en janvier 1943, et la Base Section 4 en juin 1944. Les quatre autres deviennent des bases et une Base Section est formée à Brisbane pour les contrôler. Les bases 1 et 3 sont fermées en décembre 1944, ne laissant que les bases 2 et 7. Celles-ci sont désactivées en juin 1945 et leurs fonctions sont absorbées par l'Australia Base Section (Base Section renommée en février 1945). En Nouvelle-Guinée, la base D est fermée en juillet 1945, et les bases A, B et E en septembre, laissant les bases F, G et H. Pendant ce temps, une série de bases sont ouvertes aux Philippines : la base K à Leyte, la base M à Luçon, la base R à Batangas, la base S à Cebu et la base X à Manille. Celles-ci sont placées sous l'autorité de la Luzon Base Section, qui est rebaptisée Philippine Base Section le 1er avril 1945. Le 7 juin 1945, l'USASOS devient l'AFWESPAC, sous le commandement du lieutenant-général Wilhelm D. Styer (en), et absorbe l'USAFFE.

### Renseignement
En avril 1942, le général de brigade Spencer Akin et son homologue australien au LHQ, le général Colin Hall Simpson (en) conviennent de mettre en commun leurs ressources et de mettre en place une organisation combinée du renseignement, connu sous le nom de Central Bureau. Les armées de terre australienne, britannique, et américaine, ainsi que la RAAF et la RAN pourvoient le personnel de cette unité de renseignement qui travaille notamment à décrypter le trafic des messages japonais. Ces projets, Magic et Ultra sont d'une importance vitale pour les opérations dans la SWPA.
Pour faire face aux autres formes de renseignement, Blamey et MacArthur créent l'Allied Intelligence Bureau (en) (AIB). Ce dernier comprend le Services Reconnaissance Department avec ses Z Special Unit (en) qui effectuent des opérations spéciales comme l'Operation Jaywick (en) ; le Secret Intelligence Australia (en) ; les Coastwatchers qui observent les avions et navires japonais depuis des postes d'observation derrière les lignes japonaises ; et les spécialistes de la propagande du Far Eastern Liaison Office (en) (FELO). Il existe également deux autres organisations importantes du renseignement qui ne font pas partie de l'AIB, l'Allied Translator and Interpreter Section (en) (ATIS) qui traduit les documents japonais, et la Allied Geographical Section qui prépare des cartes et des graphiques, et rédige des appréciations sur les terrains potentiels d'opération.
Puisque la qualité tend à être plus importante que la quantité dans le renseignement, ce domaine est un champ fertile dans lequel des Alliés secondaires tels que l'Australie et les Pays-Bas jouent un rôle clé. Un renseignement de qualité permet en effet aux forces alliées de réduire au minimum le risque de défaillance et de maximiser les chances de succès lors de leurs opérations. En outre, l'organisation du renseignement construite en Australie s'avère être également utile après la guerre. David Horner (en) écrit plus tard que « la coopération dans le renseignement actuel s'est avéré être l'héritage le plus durable et important pour l'Australie de l'expérience de la coalition dans le seconde guerre mondiale ».

## Conséquences
La structure de commandement alliée dans la South West Pacific Area a fait face aux défis de la guerre dans un contexte de coalition de plusieurs façons avec des degrés de succès variables. Les avantages procurés par les alliances en temps de guerre se sont révélées être importants, mais ils ont nécessité des efforts constants pour entretenir ces alliances. Pour l'Australie et la Nouvelle-Zélande, la guerre de coalition est devenue la norme, et l'expérience procurée par la SWPA s'est avérée être formatrice tant dans le domaine politique que militaire. Au cours des décennies suivantes, ces expériences sont mises à profit par les forces américaines, australiennes et néo-zélandaises qui ont l'occasion de se battre ensemble à nouveau dans le cadre de la guerre de Corée, la guerre du Viêt Nam ou encore de la guerre contre le terrorisme.